# Contea di Gochang
La contea di Gochang (Gochang-gun; 고창군; 高敞郡) è una delle suddivisioni della provincia sudcoreana del Nord Jeolla.